# Никонов Володимир Васильович
Володимир Васильович Никонов (11 липня 1939, Сімферополь — пом.28 листопада 2013) — радянський футболіст, який грав на позиції нападника. Відомий за виступами у складі сімферопольської «Таврії» у класі Б, за яку зіграв понад 140 матчів в чемпіонаті та Кубку СРСР, та у складі алма-атинського «Кайрата» і кишинівської «Молдови» у вищій лізі чемпіонату СРСР.

## Клубна кар'єра
Володимир Никонов народився у 1939 році в Сімферополі. Розпочав грати у футбол в рідному місті. З 1957 року Никонов грав у сімферопольській аматорській команді «Буревісник». У 1958 році на основі цієї команди в Сімферополі організували команду класу Б під назвою «Авангард», гравцем якої, разом із Еммануїлом Анброхом, Юрієм Бондарєвим, Анатолієм Глухоєдовим, Віталієм Живицею, Володимиром Масальцевим, став також і Никонов. Протягом трьох сезонів Володимир Никонов був одним із основних форвардів команди, а після переходу головного тренера Глєбова до алма-атинського «Кайрата» Никонов разом із Олександром Кудряшовим та Анатолієм Федотовим отримав запрошення до алматинської команди вищої ліги. Проте у вищій лізі радянського футболу Володимир Никонов зіграв лише 15 матчів, та повернувся до сімферопольського клубу. У 1962 році Олександр Кудряшов разом із командою став бронзовим призером першості УРСР. У 1963—1964 роках футболіст грав у складі іншої команди класу «Б» «Колгоспник» з Черкас. У 1964 році Володимир Никонов грав у складі команди вищої ліги «Молдова» з Кишинева, проте за підсумкамисезону кишинівський клуб вибув з вищої ліги, й Никонов знову вирішив повернутися до сімферопольського клубу, який до цього часу перейменували на «Таврію». У 1967—1968 роках Никонов знову грав у складі черкаської команди класу «Б», яка на той час отримала назву «Дніпро». З 1969 до 1972 року Володимир Никонов грав у складі аматорської команди «Локомотив» із Сміли, після чого завершив виступи на футбольних полях.